# Blair Waldorf
 (janvier 2015).
Si vous disposez d'ouvrages ou d'articles de référence ou si vous connaissez des sites web de qualité traitant du thème abordé ici, merci de compléter l'article en donnant les références utiles à sa vérifiabilité et en les liant à la section « Notes et références ».
 (janvier 2015).
- Si vous ne connaissez pas le sujet, laissez ce bandeau (vous pouvez alors contacter les auteurs).
- Si vous supprimez le contenu mis en cause (vous pouvez préalablement contacter les auteurs),

argumentez précisément cette suppression dans la page de discussion
(un manque de référence n'est pas un argument ; une recherche réelle de référence doit avoir été effectuée, être formellement documentée).
Blair Cornelia Waldorf Bass, (anciennement Grimaldi)  (Olivia uniquement dans la série littéraire française) alias B est un personnage de la série littéraire et télévisée Gossip Girl. Elle est interprétée à l'écran par l'actrice américaine Leighton Meester.

## Dans les romans
Description physique : Blair/Olivia est de taille moyenne; elle est mince et musclée, sa poitrine emplit un bonnet B, elle a un corps bien proportionné, de longs cheveux châtains foncés couleur noix, des yeux d'une couleur bleu cobalt, des lèvres rouges, un menton aristocratique et un petit visage de renard aux traits fins.
Biographie : Blair/Olivia est une jolie jeune fille perfectionniste et travailleuse qui présente une personnalité compulsive et souffre de troubles alimentaires. Ambitieuse, elle est prête à tout pour réussir et ne recule devant aucun des obstacles que la vie dresse sur sa route vers la réussite. Cependant, très impulsive, elle agit souvent sous l'effet de la colère ou du chagrin et commet ainsi à de nombreuses reprises des actes irréfléchis qu'il lui faut ensuite défaire. Blair/Olivia se soucie peu de ce que les autres pensent d'elle et ne se préoccupe que de son avenir. Despotique et autoritaire, elle aime que son entourage se conduise comme elle le désire et devient irascible lorsque ce n'est pas le cas. Mais si la jeune femme est assez égocentrique, elle peut aussi parfois faire preuve de beaucoup d'empathie, notamment envers ses cadets. De plus, de nature résolument romantique et idéaliste, elle imagine souvent sa vie comme un conte de fée. Si quelque peu snob et hautaine sur les bords, Blair reste malgré tout l'une des filles les plus populaires de l'Upper East Side et possède sa propre cour autour d'elle. Passionnée de mode, elle porte toujours les plus belles chaussures de la série et, très sportive, fait également montre d'un immense talent pour le tennis, discipline dans laquelle elle est d'ailleurs très bien classée au niveau national. Blair/Olivia est la fille aînée des richissimes Harold Waldorf et Eleanor Waldorf -un avocat d'affaires réputé et une mondaine d'origine écossaise- et a un frère, Tyler Waldorf, de cinq ans son cadet. Son animal de compagnie est une petite chatte de la race bleu russe, prénommée Kitty Minky. Ses parents divorcent quand l'homosexualité de son père est enfin révélée au grand jour et celui-ci ne décide de s'exiler définitivement dans le sud de la France avec son jeune amant pour échapper au scandale. Après cette douloureuse séparation, Eleanor, sa mère, fait la connaissance de Cyrus Rose, un promoteur immobilier juif, et l'épouse peu de temps après leur rencontre. Blair/Olivia hérite alors par la même occasion d'un beau-frère anarchiste, pacifiste et végétalien, Aaron Rose, qu'elle ne peut d'abord pas supporter mais qui finira bientôt par gagner son respect. De cette nouvelle union naît également la demi-sœur de Blair/Olivia, Tyler et Aaron, la petite Yale Rose, prénommée ainsi par Blair/Olivia en hommage à son université de cœur. Lorsque débute la saga, Blair/Olivia est élève au lycée privé pour filles Constance-Billard (= Constance Billard School for Girls) dont elle est le meilleur élément de sa promotion et sa vie entière tourne autour de son obsession d'entrer à l'université Yale en compagnie de son amoureux, Nathaniel Archibald (dit Nate) - avec lequel elle ne cesse de rompre et de se réconcilier - et de concrétiser enfin cette relation par une vie commune voire un mariage. Dans la première partie de la série littéraire, elle est également obnubilée par l'idée de faire l'amour pour la première fois de sa vie avec lui. Blair/Olivia idolâtre l'actrice Audrey Hepburn à tel point qu'elle mène sa vie de la même façon qu'elle imagine que son modèle le ferait. Elle transforme souvent certaines aventures en scénarios qu'elle joue comme si elle campait le rôle principal dans le film de sa vie. Bien qu'elle soit belle et plus que riche, Blair/Olivia est constamment assaillie par des doutes et sa vie est bien moins parfaite qu'elle ne le souhaiterait. Malgré ses brillants résultats académiques et ses nombreuses activités extrascolaires (tennis, mentorat, animation du club français, direction de la commission des services sociaux et du comité d'organisation d'événements du lycée, présidence de nombreuses associations de jeunes, etc.), elle voit sa candidature inexplicablement rejetée par la plupart des universités auxquelles elle postule durant son année de terminale, excepté par Georgetown qui l'accepte aussitôt parmi ses lauréats et Yale qui, dans un premier temps cependant, la place à son plus grand dam sur liste d'attente. l Alors qu'elle est sur le point d'entamer ses études supérieures, son père -qui s'est remarié à son tour- adopte des jumeaux cambodgiens en bas âge, Pierre et Pauline Waldorf, régalant ainsi Blair/Olivia -désespérée à l'idée de ne plus être le centre de toutes les attentions familiales - de deux demi-frères supplémentaires. Après le lycée, la jeune fille intègre enfin l'université de ses rêves, Yale, et y étudie durant quatre ans les sciences politiques dans l'espoir d'être ensuite admise en faculté de droit. Durant son cursus, son ambition va même l'amener à travailler sur la campagne d'un sénateur du Connecticut. Enfin, en quatrième et dernière année de son premier cycle d'études universitaires, elle décroche un stage dans un cabinet d'avocats new-yorkais prestigieux, MacMahon Cannon. Blair/Olivia a Serena Van der Woodsen pour meilleure amie depuis l'enfance et bien qu'elle l'aime de tout son cœur, passe son temps à la jalouser. Elle devient également, au cours de son année de terminale, la colocataire provisoire et l'amie de Vanessa Abrams ainsi qu'une sorte de mentor pour Jennifer Humphrey et Elise Wells.
Liste de ses conquêtes amoureuses : Nathaniel Fitzwilliam Archibald, Miles Ingram, Owen Wells, Erik Van der Woodsen, Stanford Parris V, Lord Marcus Beaton-Rhodes, Jason Bridges, Pete Carlson et Charles Bartholomew Bass.
Liste de ses ami.e.s : Serena Caroline Van der Woodsen, Vanessa Marigold Abrams, Aaron Elihue Rose, Kitty Minky, Kati Farkas, Isabel Siobhan Coates, Laura Salmon, Rain Hoffstetter, Alana Hoffman, ...

## Biographie

### Comportement
Blair est une perfectionniste, souvent obstinée ou même obsédée. Elle se décrit elle-même comme la perfection incarnée et jouit d'une excellente réputation auprès des parents de ses amis et de ses professeurs. Même si ses amis la décrivent parfois comme une fille trop sage. Elle est très ordonnée et sa vie tourne autour de son obsession d'entrer à Yale et de se marier avec Nate . Elle peut être aussi manipulatrice, très désagréable et méprisante. Blair est aussi caractérisée de reine du complot. Elle était boulimique plus jeune, mais semble avoir réussi à combattre la maladie. Souvent elle s'imagine le scénario de sa vie future : elle raconte, même à sa domestique Dorota, que le pull qui lui va le mieux est celui aux couleurs de Yale, qu'elle a hâte de porter l'alliance de la mère de Nate (que Cornelius Van Der Bilt avait offert à sa grand-mère). Toutefois, elle est assaillie par des doutes a de multiples reprises. Finalement, elle vivra une histoire d'amour tumultueuse avec Charles, Chuck Bass ; ce dernier sera finalement son époux.
Elle vit seule avec sa mère Eleanor Waldorf qui travaille comme styliste. Tout comme Blair, elle est perfectionniste, très pointilleuse et autoritaire. Elle n'arrive que très rarement à exprimer ce qu'elle ressent pour sa fille et elles entretiennent une relation conflictuelle. Blair vit dans un monde fantasmé, un conte de fées où tous ses désirs doivent être pris pour des ordres, et ses rêves pour des réalités. A l'image des films de son héroïne : Audrey Hepburn.

### Interventions dans la série

#### Famille
Blair vit dans l'Upper East Side avec sa mère, Eleanor Waldorf. Son père, Harold Waldorf, a quitté sa mère après l'avoir trompée avec un homme, Roman. Le couple vit désormais en France. Sa mère, s'est remariée avec un avocat influent nommé Cyrus Rose, dont la présence est au début difficile à gérer pour Blair. Ce dernier possède également un fils, Aaron, qui deviendra donc le demi-frère de Blair par alliance.

#### Relations amoureuses
Blair fréquente Nate Archibald dès le jardin d'enfance. Elle a ensuite une liaison avec Chuck Bass et tombe amoureuse de lui. Initialement, Blair et Chuck n'étaient pas destinés à être ensemble. En effet, Blair côtoyait Nate Archibald tandis que Chuck entretenait son image de prédateur. Néanmoins, leur passion pour la manipulation et les « gossips » (potins) les ont — au fil du temps — rapprochés. Chuck ressent pour la première fois de sa vie de l'amour pour une femme.
Lorsque Blair rompt avec Nate, c'est donc dans les bras de Chuck que la jeune fille va se consoler. Naît alors une liaison purement physique entre les deux jeunes gens du moins du côté de Blair ; en effet celle-ci ne cherche qu'à canaliser ses émotions après la perte de son grand amour Nate, alors que Chuck, lui, semble attendre beaucoup plus. Malheureusement, le jeune homme ne sait pas comment agir face à ce nouveau sentiment, et il ne tente rien pour faire comprendre à Blair qu'il voit beaucoup plus loin pour eux deux.
Parallèlement, un bal est organisé, et à son terme, Nate et Blair finissent ensemble. Chuck est dévasté. Son côté obscur reprend le dessus, et il se venge en racontant à Gossip Girl les dernières aventures de Blair. Tout le lycée est à présent au courant que la « Reine des Abeilles » a couché avec deux garçons différents dans la même semaine. La réputation de Blair est alors souillée, ses amies la laissent tomber, ainsi que ses deux prétendants Nate et Chuck.
À la fin de l'année scolaire, Blair a retrouvé sa place parmi la « Ruche » et semble être prête à démarrer une relation saine avec Chuck. Les deux tourtereaux doivent alors passer les vacances d'été ensemble. Pendant que Blair attend Chuck devant l'hélicoptère qui doit les mener en Toscane, celui-ci prend conscience de la tournure sérieuse des choses, et prend peur quant à l'idée de perdre sa liberté. Il « pose un lapin » à Blair, qui partira seule et triste. Elle essaiera tout de même par la suite de faire croire qu'elle a vécu des romances en Europe.
Lors de la saison 2, pendant l'été, Blair revoit Chuck lors d'occasions diverses. N'ayant toujours pas digéré sa subite disparition, Blair se console avec Lord Marcus, qui en plus du soutien moral, lui sert à rendre Chuck jaloux. Après de multiples péripéties, Chuck et Blair semblent ressentir une réelle affection . Malheureusement, le père de Chuck meurt, ce qui l’anéantit. Pour lui remonter le moral, Blair lui dit pour la première fois qu'elle l'aime - ce qui est un cap important pour elle-  mais Chuck n'en a que faire. Elle en est très affectée par ce rejet mais elle est aussi dévastée car elle a été refusée de Yale. Elle vit alors une histoire avec Carter Baizen, connu pour être un voyou. Après sa phase d'autodestruction avec Carter, Blair se remet avec Nate. Elle passe alors le bal de fin d'année avec lui mais se rend compte que l'homme qu'elle aime vraiment est Chuck. C'est alors que celui-ci lui dit à son tour qu'il l'aime.
Dans la saison 3, le couple restera ensemble jusqu’au moment où Chuck « vendra » Blair à son oncle Jack pour garder son hôtel ; ce que Blair prendra très mal. Chuck lui donne un dernier rendez-vous pour qu'ils se remettent ensemble. Mais elle arrive en retard et rate Chuck. Elle va donc chez lui pour le retrouver. Mais avant que Chuck puisse faire sa demande en mariage, elle apprend qu'il a couché avec Jenny Humphrey et elle ne veut donc plus lui parler ni même le côtoyer.
Dans la saison 4, lorsqu'elle se trouve à Paris avec Serena, Blair rencontre Louis Grimaldi qui est l'héritier du trône de Monaco. Tout de suite les deux jeunes gens s'entendent très bien. Au cours de la saison, Blair et Chuck se retrouve le temps de quelques épisodes avant de prendre la décision commune de se séparer pour des raisons professionnels. Ils s'aiment mais décident tous deux d'accomplir leurs objectifs professionnels avant de pouvoir se retrouver. Chuck lui déclare à cet instant qu'il est persuadé qu'ils se retrouveront s'ils sont vraiment fait l'un pour l'autre. A l'approche de la fin de la saison, Louis vient à New York pour demander la main de Blair. Cependant cette dernière est confuse face à ses sentiments et ainsi retombe dans les bras de Chuck le temps d'une nuit pour finalement dire oui à Louis, sous l'influence de Chuck qui ne désire que son bonheur.
Nous apprenons dans la saison 5 que Blair est enceinte, et que Louis serait le père, cependant la question se pose à cause de la nuit qu'elle a passé avec Chuck. Dan Humphrey, dont elle s'est énormément rapprochée dans la deuxième partie de la saison 4, la soutiendra énormément, développant par la même occasion des sentiments amoureux pour elle.
Malgré sa relation avec Louis, Blair reste amoureuse de Chuck au point de vouloir fuir avec lui et de rompre ses fiançailles, poussée par Dan. Mais le destin les rattrape sous la forme d'un accident de voiture au cours duquel Blair perd son enfant. Pour sauver la vie de Chuck, et bouleversée par les évènements, elle fait un pacte avec Dieu et s'éloigne de celui qu'elle aime plus que tout.
Lors de l'épisode 100 de la série, Blair réalise enfin son rêve et devient princesse de Monaco en épousant Louis Grimaldi, toutefois Blair apprend très vite qu'être princesse est loin d'être un conte de fées puisque le jour même de la réception, son mari lui apprend qu'à l'avenir leur relation ne sera que purement fictive, que dans l'intimité elle ne sera rien pour lui ; cela est dû à la révélation de son amour pour Chuck au moment même où elle devait épouser Louis. Elle fuira donc de son propre mariage avec son meilleur ami Dan, sans connaître les sentiments amoureux qu'il éprouve à son égard. Elle sera toutefois obligée de rester mariée avec Louis pendant un an, en raison du contrat de mariage qui les lie et qui ne peut être brisé avant la date butoir, à moins que la famille Waldorf paye une dot d'un montant ahurissant. Chuck propose à Blair de payer cette dot, mais elle refuse, voulant garder une certaine forme d'indépendance vis-à-vis de lui.
Le jour de la Saint Valentin, Blair essaye à tout prix d'aider ses meilleurs amis Serena et Dan à renouer des liens et retomber amoureux, ignorant toujours les sentiments que ce dernier éprouve pour elle. Lors d'une soirée organisée par Nate à l'Empire Hotel, elle encourage Dan à se jeter à l'eau, lui disant d'être aussi charmant et merveilleux qu'il l'a été avec elle depuis un an. Peu après, alors que Dan lui demande si Blair souhaite vraiment qu'il renoue avec Serena, elle lui répond qu'elle veut juste qu'il soit heureux et lui demande ce qui le rendrait heureux. Dan décide enfin de se jeter à l'eau et l'embrasse. Blair lui rend son baiser, mais ils sont interrompus par Serena, jalouse, et par Georgina, qui les prendra en photo, avant d'aller montrer le cliché à Chuck.
Par la suite, Blair essayera de convaincre Serena qu'il n'y a que de l'amitié entre Dan et elle. Mais, après que Dan l'ait à nouveau embrassée et qu'elle ait lu ce qu'il a écrit sur elle dans son livre Inside, elle se rend compte qu'elle était dans le déni total et qu'elle avait effectivement des sentiments pour son meilleur ami. Serena lui avoue que, même si ce sera dur pour elle, elle ne sera pas un obstacle entre Dan et Blair. Malgré tout, elle semble souffrir en voyant les deux amoureux s'embrasser. Chuck, lui, prend moins bien la nouvelle histoire d'amour de Blair et fait tout pour les séparer. Mais Blair le repousse pour aller retrouver Dan, qui était persuadé qu'elle choisirait Chuck. Elle confie à Dan : « J'ai dit à Chuck qu'il n'avait plus mon cœur, j'ai réalisé qu'il revenait à quelqu'un d'autre », et ils s'embrassent en souriant. Elle lui demande ensuite : « Alors Dan, tu vas m'inviter à entrer ? ». Celui-ci, un peu étonné qu'elle l'appelle par son prénom, et non par son nom de famille comme elle le fait le plus souvent, lui demande de le répéter. Et, toujours avec de grands sourires, ils continuent de s'embrasser, au fur et à mesure que Blair répète « Dan ». Dans le dernier épisode de la saison, Gossip Girl publie des extraits du journal intime de Blair. Ces extraits mentionnent notamment les pensées de Blair et ce qu'elle ressent vraiment, à savoir si elle ne serait jamais capable d'aimer Dan autant qu'elle aime Chuck. Dan découvre le tout et demande à Blair de faire un choix. Nous apprenons un peu plus tard que Blair a choisi Chuck. Elle lui annonce donc qu'elle l'aime toujours et qu'elle veut être avec lui. Malheureusement, Chuck prétend que leur amour a entravé sa vie professionnelle et qu'il en a assez de se battre pour elle alors qu'elle y renonçait toujours. Dans la scène finale, Blair et Chuck se retrouvent dans un casino de Monte Carlo. On apprend que Jack Bass a contacté Blair. Blair annonce à Chuck qu'elle est prête à se battre pour leur amour.
Dans l'ultime saison de la série (Saison 6), nous retrouvons Blair tiraillée entre l'amour et le travail. Elle soutient Chuck dans sa quête contre son père mais doit aussi mener sa carrière professionnelle au sein de Waldorf Design dont elle a pris la direction.
Elle éprouve de grandes difficultés dans la succession à sa mère et après quelques manigances « Blairiennes », elle décide de développer sa propre marque au sein de Waldorf Design : B.
Elle parviendra finalement à épouser Chuck Bass dans l'épisode final alors qu'elle portait sa bague de fiançailles depuis le 1er épisode de la saison 6.
Lors de la scène finale de la série, le bond dans le futur de cinq ans permet de découvrir une Blair épanouie et apaisée auprès de Chuck et de leur fils, Henry. Blair est devenue mère et a développé sa marque B mondialement. On peut la voir au téléphone parlant mandarin.

#### Relations amicales
Blair est la meilleure amie de Serena van der Woodsen. Blair est également la reine de ses Abeilles, c'est-à-dire d'un groupe de filles chargées de lui obéir et de la suivre. Ces jeunes filles ne sont pas vraiment ses amies, mais plutôt son personnel avec qui elle aime manigancer, ragoter et s'amuser. Il existe toujours une sorte de compétition entre Serena et Blair. Cette dernière lui en veut toujours beaucoup d'être partie alors que son père partait à Paris vivre avec un homme et que Nate se montrait distant. Bien que Blair apparaisse comme la grande manipulatrice, elle a énormément souffert de l'aventure entre sa meilleure amie et son petit-ami, et de la révélation d'extraits de son journal intime.
Blair développe à partir de la saison une forte relation amicale avec son ex petit-ami Nate Archibald. Bien qu'il soit son premier amour, ce dernier a totalement la relation entre elle et son meilleur au début de la saison 3. Elle n'hésitera pas à se confier à lui, notamment lorsque Chuck l'a vendu pour récupérer son hôtel.
Au cours de la saison 4 et de la saison 5, Blair noue des liens d'amitiés avec Dan Humphrey, faisant de lui son confident et son meilleur allié. C'est d'ailleurs à lui qu'elle confie les raisons de son mariage avec Louis, de son éloignement de Chuck mais c'est surtout à lui qu'elle s'adresse pour l'aider à fuir ses noces. Bien qu'elle ne le voit que comme un ami, le jeune homme nourrit pour elle des sentiments amoureux et c'est ainsi que débute une relation amoureuse entre les deux jeunes gens - autrefois ennemis -. Serena n'approuve pas totalement leur relation, ayant toujours des sentiments amoureux pour Dan. Néanmoins, elle décide de ne pas entraver leur relation. L'amitié de Blair et Serena prend un tout autre tournant dans le dernier épisode de la cinquième saison. En effet, Gossip Girl publie des extraits du journal intime de Blair conservés dans l'ordinateur portable de Serena. Les révélations du journal de Blair compromettent sa relation avec Dan mais également celle qu'elle entretient avec Chuck. Blair décide alors de mettre fin à leur amitié.

#### Évolution dans la saison 1
Au début de la série, Blair est devenue, depuis le départ de Serena, la reine de l'Upper East Side. Elle forme, en apparence, avec Nate, un couple parfait et très envié. Blair est belle, populaire, organise des soirées très sélectives, porte les plus belles tenues et est en couple avec le plus beau garçon de l'Upper East Side. Blair et Nate sont amoureux depuis l'école maternelle. Malheureusement, la réalité est moins idyllique qu'il n'y parait. En privé, Blair tente par tous les moyens de garder Nate à ses côtés - celui-ci a en effet eu une aventure avec Serena par le passé. La jeune fille est aussi très seule depuis le départ de son père, sa mère se consacrant à son travail. Elle doit subir l'exigence et l'inflexibilité maternelle puis sombre dans la boulimie à cause de la pression qu'elle subit.
Après avoir désespérément tenté de retenir Nate par tous les moyens, il finit par la quitter. Dans les heures qui suivent la séparation, Blair tombe dans les bras de Chuck Bass. Nate finit par revenir et ils se remettent ensemble, mais lorsqu'il découvre que Chuck a fait l'amour avec Blair, il la quitte et se brouille avec Chuck. Commence alors une période de séduction entre Blair et Chuck. Ils se cherchent, se mentent, se manipulent, se fuient et finissent par se trouver lors du mariage de Lily Van der Woodsten et de Bart Bass. Ils décident alors de partir en vacances ensemble en Italie. Mais Chuck, effrayé par l'ampleur de sa relation avec Blair et par la profondeur de ses sentiments, cède à ses anciens démons et laisse Blair seule à l'aéroport. Blair part alors seule  en Italie avec le copilote de l'hélicoptère. Au début de la saison 2, Blair aura une brève relation avec Lord Marcus, avant d'apprendre que ce dernier couche avec sa propre belle-mère. Elle continue également de jouer au chat et à la souris avec Chuck, même si on voit qu'ils ont de vrais sentiments l'un pour l'autre.
Autre évolution au cours de la saison, sa relation avec Serena. Au début, Blair se conduit de façon ambiguë avec Serena. Elle en veut beaucoup à son amie d'être partie soudainement sans la prévenir. Ce retour la dérange aussi parce qu'elle perd son statut de reine de l'Upper East Side. Lorsque Blair apprendra la raison du départ de Serena, elles se réconcilieront et seront plus proches que jamais.

#### Évolution dans la saison 3
Blair rentre a l'université de NYC où elle partage sa chambre avec Georgina Sparks. Elle vit très mal son année universitaire à NYC qui n'a rien à voir avec la vie qu'elle pouvait mener à Constance Billard où elle était Queen B. Au fil des épisodes Blair reprend cependant du poil de la bête, à la suite notamment d'une petite leçon donnée par Chuck Bass qui lui rappelle qui elle est. Par la suite, elle s'entoure de filles du même milieu qu'elle afin de façonner l'université à sa façon. Si dans une première partie de saison, Blair reste cette fille manipulatrice, peu sûre d'elle, elle devient petit à petit une femme mature, laissant de côté ses intérêts -au profit des autres- et notamment de Chuck Bass, son petit ami. Petit à petit une nouvelle Blair apparait, finalement admise à l'université de Columbia en fin de saison.

### Différences avec les livres
Blair Waldorf est dans le livre assez différente de celle présentée à la télévision. Physiquement, Blair Waldorf a les yeux bleus. Dans la vie de tous les jours, Blair est assez impulsive, elle ne manigance pas des plans machiavéliques comme dans la série. Elle est plutôt le type de personnage dont on parle beaucoup, et non pas celui qui va colporter des ragots. À l'inverse de sa version télévisée, Blair n'a pas un groupe d'amies dont elle serait le leader. On pourrait même dire qu'elle est assez indépendante, elle vit sa vie sans vraiment se soucier des choses que pourraient penser ou bien dire des filles comme Kati Farkas ou Isabel Coates. Sa seule ambition ? Intégrer Yale avec si possible Nate Archibald, et, Serena... À ses côtés, mais pas trop. Ainsi Blair sait exactement ce qu'elle veut. Et de façon précise. Côté style, Blair a toujours des tenues appropriées, mais son look est bien loin de celui de la série. C'est aussi une grande fétichiste des chaussures. Son côté impulsif joue aussi dans son look, aussi Blair n'hésite pas à se couper les cheveux à la garçonne lorsque cela ne va pas, ou bien à se mettre nue devant tout le monde avant de sauter dans une piscine...
Ce que l'on peut retenir de plus important, c'est la différence de comportement au lycée. Blair de la série se soucie énormément de son image, de sa réputation, et lorsque l'ordre est bouleversé elle est paniquée et complètement perdue. Dans les livres, Blair est beaucoup moins investie dans sa vie de lycéenne, elle est plus préoccupée par son avenir. Elle garde donc des notes élevées, assiste à des cours renforcés, organise des soirées de charité. Tout est mis en œuvre pour lui permettre de quitter le lycée. Sa vie est moins focalisée sur le côté hiérarchie sociale.

### Similitudes avec les livres
Dans les deux versions, Blair Waldorf sait ce qu'elle veut. Malheureusement, c'est toujours sur elle que les pires choses tombent. Ses crises de boulimies, les multiples trahisons de Serena et de Nate, être en liste d'attente à Yale alors qu'elle est franchement la meilleure, ses projets toujours défectueux, ses liaisons désastreuses... C'est le personnage qui se rapproche le plus de la réalité. Comme tout le monde, elle est parfois exaspérée face à l'attitude légère de Serena. Tout comme dans la série, Blair a aussi de bons côtés, elle peut se montrer gentille avec les plus jeunes qu'elle par exemple.

## Réception

### Mode
Blair Waldorf, surnommée « dictator of taste » par Dan Humphrey dans la série télévisée, est souvent décrite dans les médias comme une icône de la mode à la télévision.
Dès le début de la série, le personnage porte souvent des bandeaux dans ses cheveux, ce qui devient l'une de ses pièces signature copiée par les téléspectatrices. En 2012, l'une des stylistes de la série en vend huit d'entre eux.